# Улица Иерочу
Улица Ие́рочу (латыш. Ieroču iela) — улица в Риге, в Видземском предместье, в историческом районе Браса. Начинается от улицы Хоспиталю, ведёт в восточном направлении до перекрёстка с улицей Миера.
Длина улицы — 292 метра. На всём протяжении замощена булыжником. Движение по улице двустороннее. Общественный транспорт по улице не курсирует.

## История
Улица Иерочу впервые показана на карте города в 1867 году под названием улица Роз (латыш. Rožu iela, нем. Rosenstrasse). В 1885 году упоминается уже под своим современным названием (рус. Оружейная), которое более не изменялось.

## Прилегающие улицы
Улица Иерочу пересекается со следующими улицами:
- Улица Хоспиталю
- Улица Леяс
- Улица Лачу
- Улица Миера